# Vypálení Konětop

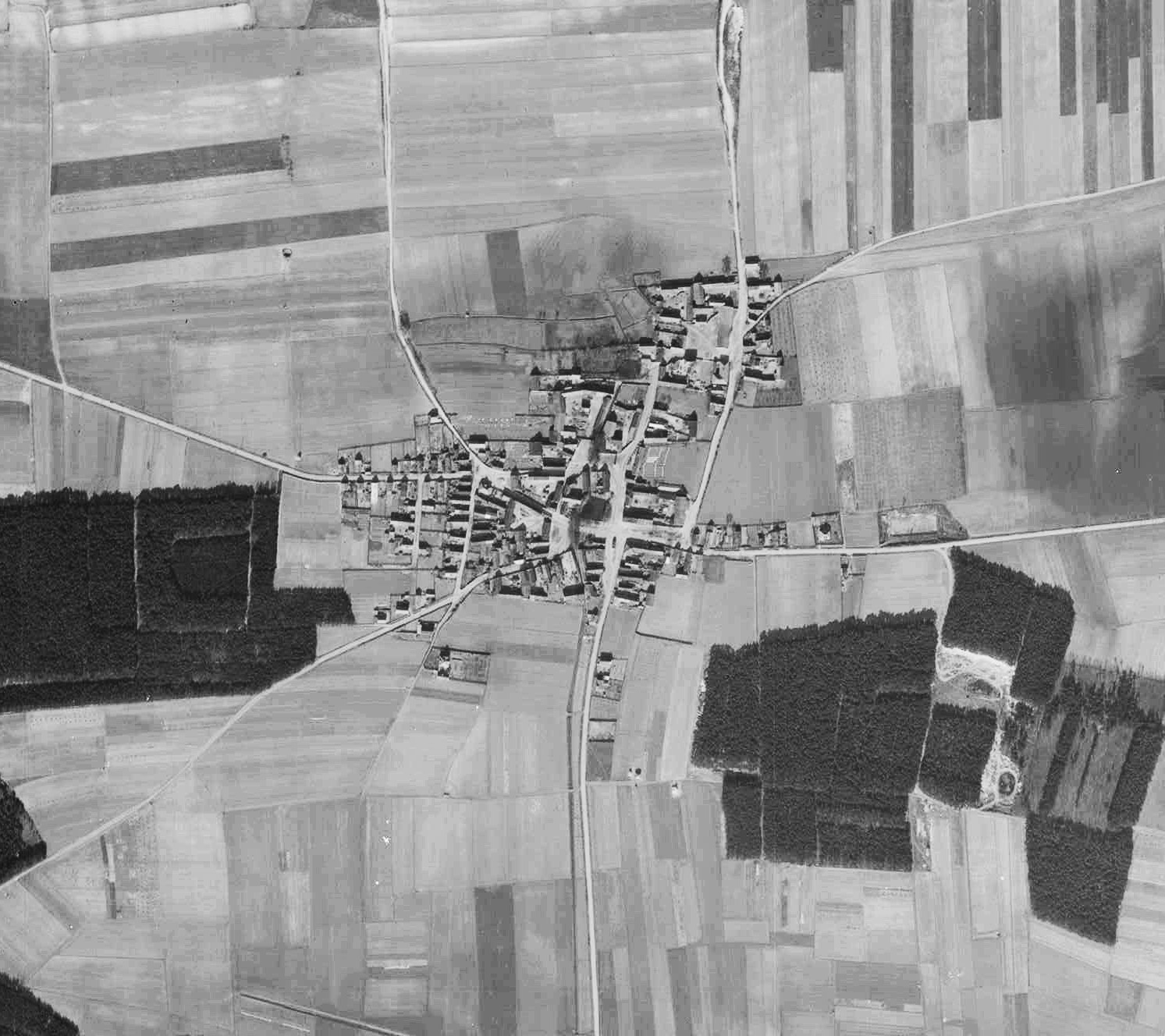
Letecký snímek Konětop z 25. března 1945

Vypálení a vyrabování obce Konětopy provedla 8. května 1945, koncem druhé světové války, ustupující jednotka Wehrmachtu jako odvetu za útok českých partyzánů na německý autobus a následující přestřelku s mrtvými na obou stranách, ke kterým došlo předchozí den. Většina domů v obci byla vypálením vážně poškozena či zničena, obchody a mnoho domů bylo vyrabováno. Řada obyvatel před německou odvetou z obce utekla. Zastřelen tak byl pouze František Svoboda, u kterého Němci našli náboj. Skupinu místních obyvatel Němci odvlekli jako rukojmí a za několik dní je propustili.